# La Pintana
La Pintana este un oraș și comună din provincia Santiago, regiunea Metropolitană Santiago, Chile, cu o populație de 190.085 locuitori (2012) și o suprafață de 30,6 km2.